# Nesomys
A Nesomys az emlősök (Mammalia) osztályának a rágcsálók (Rodentia) rendjébe, ezen belül a madagaszkáriegér-félék (Nesomyidae) családjába tartozó nem.

## Rendszerezés
A nembe az alábbi 3 élő és 1 kihalt faj tartozik:
- Nesomys audeberti Jentink, 1879
- Nesomys lambertoni G. Grandidier, 1928
- vörös malgaspatkány (Nesomys rufus) Peters, 1870 - típusfaj
- †Nesomys narindaensis Mein et al., 2010